# Morleys
Morley's Cigarrettes är ett påhittat cigarettmärke som förekommer i TV-serien Arkiv X, och är en uppenbar referens till Marlboro, både vad gäller namnet och utseendet på paketet. Cigaretterna görs i serien av Morley's Tobaccos. Morley's förekommer ofta även i andra amerikanska filmer och serier, bland annat kan man skymta cigarettmärket i 'The walking dead' (säsong 2, avsnitt 3).